# Pardecki
Pardecki (forma żeńska Pardecka, liczba mnoga Pardeccy) – polskie nazwisko. Nosi je około 47 osób. Najwięcej osób o tym nazwisku mieszka na terenie Warszawy.
Nazwisko stosunkowo rzadkie, znajduje się poza grupą 20 tysięcy najpopularniejszych nazwisk w Polsce.

## Występowanie
Najwięcej osób noszących to nazwisko zamieszkuje powiaty:
- Warszawa – 24
- Żagań – 7
- Wrocław – 4 (miasto)
- Płock – 4 (miasto)
- Będzin – 2
- Żary – 2
- Gliwice – 1
- Sosnowiec – 1

## Etymologia
Nazwisko Pardecki pochodzi prawdopodobnie od wyrazu – pardać – w sensie wałęsać się lub  pierdzieć lub od staropolskiego – pard – w znaczeniu – lampart.

## Znane osoby noszące to nazwisko
- Dorota Pardecka – redaktorka naczelna czasopisma STRAŻAK[6]
- Mieczysław Pardecki ps. Smok (zm. 12.09.1944) – żołnierz AK, strzelec w powstaniu warszawskim, poległ na ul. Czerniakowskiej[7]